# Tilman Raabke

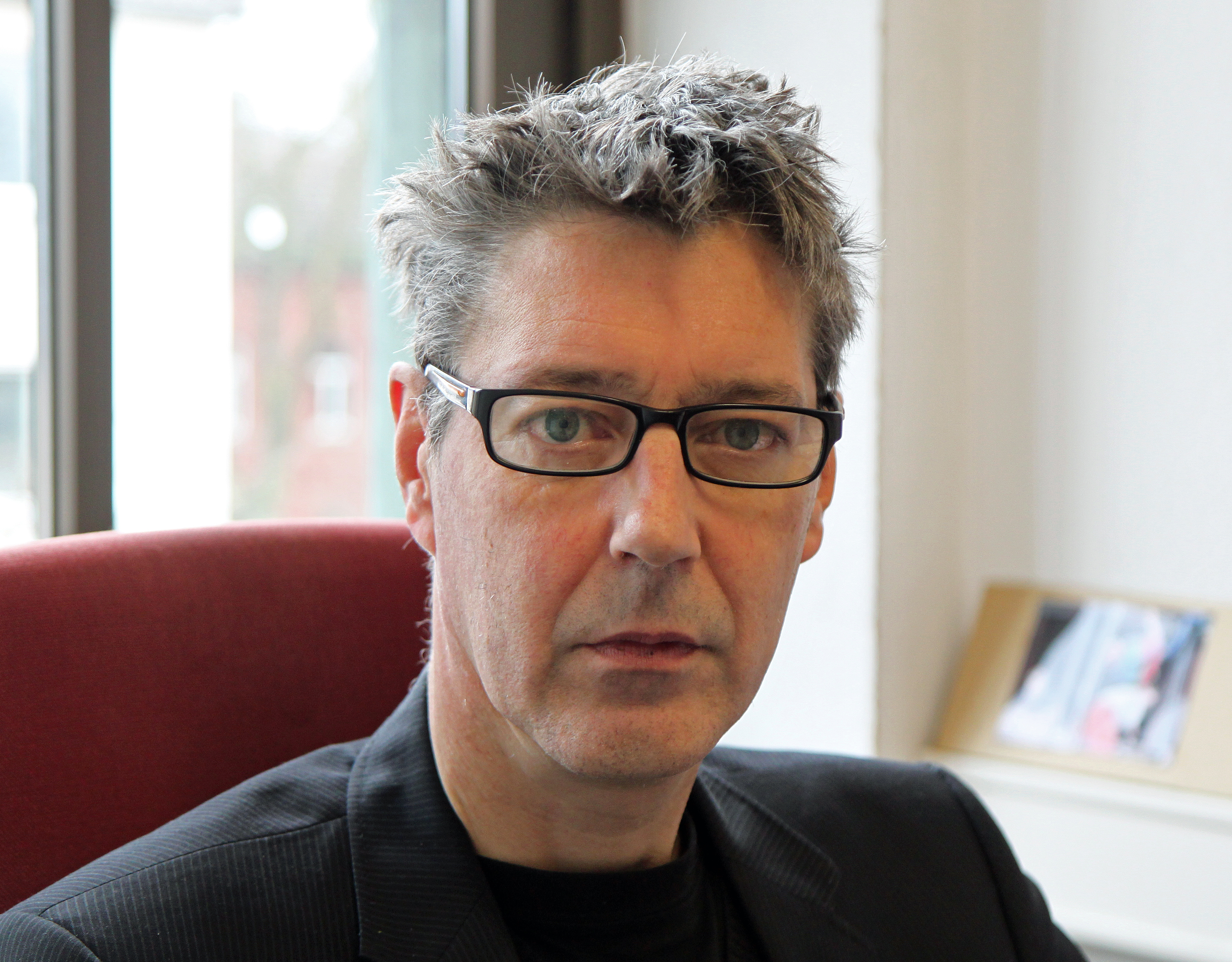
Tilman Raabke (2014)

Tilman Raabke (* 9. Dezember 1957 in Braunschweig) ist ein deutscher Dramaturg.

## Leben
Tilman Raabke studierte Philosophie und Germanistik. Von 1993 bis 2000 war er Dramaturg am Deutschen Schauspielhaus in Hamburg und von 2000 bis 2004 Chefdramaturg an den Münchner Kammerspielen. In den Jahren von 2004 bis 2008 arbeitete er als freier Dramaturg an den Münchner Kammerspielen und am Luzerner Theater. 2005 bis 2011 unterrichtete er an der Hochschule für Gestaltung im Zentrum für Kunst und Medientechnologie ZKM Karlsruhe. 2008 bis 2017 war er Chefdramaturg am Theater Oberhausen. Seit dem Herbst 2017 arbeitete er als freier Dramaturg zunächst in Bolivien, seit 2018 wieder in Deutschland. 2019 erschien seine Übersetzung von The Spanish Tragedy von Thomas Kyd beim rowohlt-Theaterverlag. Seit Januar 2022 ist Tilman Raabke Chefdramaturg der Bad Hersfelder Festspiele.

## Dramaturgie
- Elfriede Jelinek, Wolken.Heim. – Regie: Jossi Wieler – Deutsches Schauspielhaus Hamburg 23. Oktober 1993
- Tankred Dorst, Herr Paul – Regie: Jossi Wieler – UA Deutsches Schauspielhaus Hamburg 16. Februar 1994
- Gundi Ellert, Josephs Töchter – Regie: Jossi Wieler – UA Deutsches Schauspielhaus Hamburg 16. Oktober 1994
- Rainald Goetz, Katarakt – Regie: Christoph Nel – Deutsches Schauspielhaus Hamburg 4. November 1994
- Edward Bond, Männergesellschaft – Regie: B. K. Tragelehn – Deutsches Schauspielhaus Hamburg 19. Januar 1995
- Woody Allen, Gott – Regie: Anselm Weber – Deutsches Schauspielhaus Hamburg 10. März 1995
- Eugène Labiche, Das Sparschwein – Regie: Jossi Wieler – Deutsches Schauspielhaus Hamburg 8. Juni 1995
- Franz Wittenbrink, Sekretärinnen – Regie: Franz Wittenbrink – UA Deutsches Schauspielhaus Hamburg 16. September 1995
- William Shakespeare, Das Wintermärchen – Regie: Jossi Wieler – Deutsches Schauspielhaus Hamburg 22. Dezember 1995
- Witold Gombrowicz, Yvonne, die Burgunderprinzessin – Regie: Karin Beier – Deutsches Schauspielhaus Hamburg 23. Mai 1996
- Franz Wittenbrink, Komm, süßer Tod… – Regie: Franz Wittenbrink – UA Deutsches Schauspielhaus Hamburg 27. September 1996
- William Shakespeare, Was ihr wollt – Regie: Karin Beier – Deutsches Schauspielhaus Hamburg 9. Oktober 1996
- Ernst Jandl, die humanisten – Regie: André Becker – Deutsches Schauspielhaus Hamburg 6. November 1996
- Daniel Call, Gärten des Grauens – Regie: Corinna Bethge – UA Deutsches Schauspielhaus Hamburg 12. Januar 1997
- Rainer Werner Fassbinder, Katzelmacher – Regie: Anselm Weber – Deutsches Schauspielhaus Hamburg 11. Mai 1997
- Josef Hader & Alfred Dorfer, Indien – Regie: Lars-Ole Walburg – Deutsches Schauspielhaus Hamburg 14. September 1997
- Géraud Didier, Tilman Raabke, Jossi Wieler, Camping 2000 – Regie: Jossi Wieler – UA Deutsch-französische Koproduktion Deutsches Schauspielhaus Hamburg & Théâtre National de Strasbourg 6. November 1997
- Rainald Goetz, Krieg – Regie: Anselm Weber – Deutsches Schauspielhaus Hamburg 16. Januar 1998
- Simone Schneider, Malaria – Regie: Anselm Weber – UA Deutsches Schauspielhaus Hamburg 19. März 1998
- Elfriede Jelinek, er nicht als er (zu, mit Robert Walser) – Regie: Jossi Wieler – UA Koproduktion Deutsches Schauspielhaus Hamburg & Salzburger Festspiele 1. August 1998 / 1. Oktober 1998
- Biljana Srbljanović, Familiengeschichten. Belgrad – Regie: Anselm Weber – DEA Deutsches Schauspielhaus Hamburg 20. November 1998
- Stefan Pucher, Comeback – Regie: Stefan Pucher – UA Deutsches Schauspielhaus Hamburg 18. Februar 1999
- Marius von Mayenburg, Feuergesicht – Regie: Thomas Ostermeier – Deutsches Schauspielhaus Hamburg 15. April 1999
- Hans Magnus Enzensberger, Der Untergang der Titanic – Regie: Anselm Weber – UA Deutsches Schauspielhaus Hamburg 11. November 1999
- Thea Dorn, Marleni – Regie: Jasper Brandis – UA Deutsches Schauspielhaus Hamburg 15. Januar 2000
- Tankred Dorst, Merlin oder Das wüste Land – Regie: Jossi Wieler – Deutsches Schauspielhaus Hamburg 31. März 2000
- Herbert Achternbusch, Daphne von Andechs – Regie: Herbert Achternbusch – UA Münchner Kammerspiele 24. Oktober 2001
- Euripides, Alkestis – Regie: Jossi Wieler – Münchner Kammerspiele 17. November 2001
- William Shakespeare, Macbeth – Regie: Calixto Bieito – Koproduktion Salzburger Festspiele & Münchner Kammerspiele 28. Juli 2001 & 3. Februar 2002
- Phelim McDermott / Julian Crouch, Shockheaded Peter – Regie: Corinna von Rad – Münchner Kammerspiele 2. Mai 2002
- Heiner Müller, Verkommenes Ufer – Regie: Thirza Bruncken – Münchner Kammerspiele 25. Oktober 2002
- Hannes Heer, Der Minsker Prozeß – Regie: Hannes Heer – Münchner Kammerspiele 17. November 2002
- Leonora Carrington, Das Fest des Lamms – Regie: Jossi Wieler – Münchner Kammerspiele 30. April 2003
- Heiner Müller, Anatomie Titus – Regie: Johan Simons – Münchner Kammerspiele 15. November 2003
- Paul Claudel, Mittagswende – Regie: Jossi Wieler – Münchner Kammerspiele 3. April 2004
- Lothar Trolle, Hermes in der Stadt – Regie: Laurent Chétouane – Münchner Kammerspiele 13. Mai 2004
- Euripides, Die Bakchen – Regie: Jossi Wieler – Münchner Kammerspiele 19. November 2005
- Elfriede Jelinek, Babel – Regie: Peter Carp – Luzerner Theater 20. Mai 2006
- Elfriede Jelinek, Ulrike Maria Stuart – Regie: Jossi Wieler – Münchner Kammerspiele 29. März 2007
- Sophokles, Ödipus auf Kolonnos – Regie: Jossi Wieler – Münchner Kammerspiele 27. September 2007
- Jacques Offenbach, Hoffmanns Erzählungen – Regie: Peter Carp – Luzerner Theater 26. Januar 2008
- Tom Waits und Kathleen Brennan, Woyzeck – Regie: Joan Anton Rechi – Theater Oberhausen 19. September 2008
- Bertolt Brecht, Die Mutter – Regie: Andrea Moses – Theater Oberhausen 7. November 2008
- Anton Tschechow/Friedrich Hölderlin, Auf der großen Straße: Der Tod des Empedokles – Regie: Jürgen Kruse – Theater Oberhausen 23. Januar 2009
- Iwan Wyrypajew, Sauerstoff – Regie: Michael Maßberg – Theater Oberhausen 6. Februar 2009
- Henry Miller, Sexus – Regie: Andriy Zholdak – UA Theater Oberhausen 20. März 2009
- Anton Tschechow, Die Möwe – Regie Peter Carp – Theater Oberhausen 15. Mai 2009
- Joe Orton, Beute – Regie: Herbert Fritsch – Theater Oberhausen 28. Mai 2009
- Tennessee Williams, Endstation Sehnsucht – Regie: Peter Carp – Theater Oberhausen 2. Oktober 2009
- Johann Sebastian Bach, Lothar Trolle, Die Oberhausener Johannes-Passion – UA Regie: Joan Anton Rechi – Theater Oberhausen 20. November 2009
- William Shakespeare, Romeo und Julia – Regie: Ana Tomović – Theater Oberhausen 15. Januar 2010
- Enda Walsh, Penelope – Regie: Tilman Knabe – UA Theater Oberhausen 27. Februar 2010
- Anton Tschechow, Der Kirschgarten – Regie: Peter Carp – Theater Oberhausen 23. April 2010
- William Shakespeare, Ein Sommernachtstraum – Regie: Corinna Sommerhäuser – Theater Oberhausen 17. September 2010
- Henrik Ibsen, Nora – Regie: Herbert Fritsch – Theater Oberhausen 29. Oktober 2010
- Dennis Kelly, Waisen – Regie: Peter Carp – Theater Oberhausen 14. Januar 2011
- Anton Tschechow, Drei Schwestern, Regie: Peter Carp – Theater Oberhausen 15. Januar 2011
- Lothar Trolle, Der Engel von Sibiu, Regie: Peter Carp – UA Theater Radu Stanca, Sibiu, Rumänien 6. März 2011
- Edward Albee, Wer hat Angst vor Virginia Woolf? – Regie: Peter Carp – Theater Oberhausen 11. November 2011
- Elfriede Jelinek, Die Winterreise – Regie: Peter Carp –  Theater Oberhausen 28. November 2011
- William Shakespeare, Der Sturm – Regie: Tilman Knabe – Theater Oberhausen 24. Februar 2012
- Alan Ayckbourn, Doppeltüren – Regie: Ali Abdullah – Theater Oberhausen 27. April 2012
- George F. Walker, Dumm gelaufen – Regie: Christoph Todt –  Theater Oberhausen 28. September 2012
- Gotthold Ephraim Lessing, Emilia Galotti – Regie: Herbert Fritsch – Theater Oberhausen 7. Dezember 2012
- Oliver Reese, Bartsch, Kindermörder – Regie: Martin Kindervater – Theater Oberhausen 16. Dezember 2012
- Friedrich Schiller, Kabale und Liebe – Regie: Peter Carp – Theater Oberhausen 18. Januar 2013
- William Shakespeare, Heinrich – Regie: Tilman Knabe – Theater Oberhausen 24. Mai 2013
- Dirk Kurbjuweit, Angst –  Regie: Martin Kindervater –  Theater Oberhausen 27. September 2013
- André Heller, Bei lebendigem Leib –  Regie: Martin Kindervater –  Theater Oberhausen 15. November 2013
- Simon Stone (nach Aischylos), Die Orestie – Regie: Simon Stone  – Theater Oberhausen 1. Februar 2014
- Jürgen Sarkiss, Jimi Hendrix. Are You Experienced?  – Regie: Jürgen Sarkiss  – Theater Oberhausen 23. Mai 2014
- Franz Kafka, Die Verwandlung  – Regie: Andrij Zholdak  – Theater Oberhausen 24. Oktober 2014
- Duncan Macmillan, Atmen – Regie: Bastian Kabuth – Theater Oberhausen 12. Dezember 2014
- Elfriede Jelinek, Die Schutzbefohlenen – Regie: Peter Carp – Theater Oberhausen 27. März 2015
- Lars Norén, Überwintern – Regie: Bastian Kabuth – Theater Oberhausen 13. November 2015
- Wihad Suleiman, Medea – Regie: Wihad Suleiman – Theater Oberhausen 17. Februar 2017
- Neil LaBute, Das Maß der Dinge – Regie: Andrea Loibner – Theater Oberhausen 17. März 2017
- Thomas Bernhard, Der Theatermacher – Regie: Peter Carp – Theater Oberhausen 19. Mai 2017
- Peter Handke, Zdenĕk Adamec – Regie: Jossi Wieler – Deutsches Theater Berlin 21. Oktober 2020
- Tom Schulman, Der Club der toten Dichter – Regie: Joern Hinkel – Bad Hersfelder Festspiele 1. Juli 2021
- Anton Tschechow, Platonow – Regie: Peter Carp – Theater Freiburg 8. Oktober 2021

## Inszenierungen
- Like Two Kissing Cousins – Internationale Theaterakademie Ruhr, Schauspielhaus Bochum Juli 1999
- Lothar Trolle, Das Gezwitscher der Vögel und der Aufgang der Sonne – Deutsches Schauspielhaus Hamburg 2000
- Heiner Müller, Pieza de corazón – Regie & Dramaturgie: Tilman Raabke & Percy Jiménez – Sótano del Centro Sinfónico Nacional, La Paz August 2011
- Ernest Hemingway, Fiesta – Theater Oberhausen 6. April 2013
- Gotthold Ephraim Lessing, Emilia – Regie & Dramaturgie: Tilman Raabke & Percy Jiménez – Teatro Municipal, La Paz 16. August 2013
- Yasushi Inoue, La escopeta de caza – Regie & Dramaturgie: Tilman Raabke & Percy Jiménez – Centro Simon I. Patino, Santa Cruz 28. Februar 2018
- Ernest Hemingway, Die Killer – Theater Oberhausen 12. Dezember 2019

## Veröffentlichungen
- Von Abgrund bis Zigarre. Ein Lexikon des 19. Jahrhunderts. In: Programmheft: Georges Labiche, Das Sparschwein. Deutsches Schauspielhaus Hamburg 1995
- Völlig geil auf krasse Sachen? 2264 Jahre verschenktes Vergnügen an tragischen Gegenständen. In: Wilfried Schulz u. a. (Hrsg.), 7 Jahre Deutsches Schauspielhaus in Hamburg, Hamburg 2000, S. 196f.
- Der Dramaturg als Mond. Rede zur Verleihung des Kortner-Nachwuchs-Preises. In: Theater heute, Heft 2/2001
- In Mülheim in den Alpen. Jelineks Werk. Rede zur Verleihung des Mülheimer Dramatikerpreises an Elfriede Jelinek. In: Theater heute, Mai 2003
- Das maßlose Werk. Zur Verleihung des Mülheimer Dramatikerpreises 2004 an Elfriede Jelinek. In: Theater heute Heft 8–9/2004, S. 1–4
- Zwei Paul Claudel. In: Paul Claudel, Mittagswende, Programmheft, Münchner Kammerspiele 2004
- Kosmonauten am Straßenrand. Zu Lothar Trolles „Südwärts“. In: Theater heute, Februar 2004
- Visita guiada a la mujer bajo la máscara. Elfriede Jelinek. In: La Brecha, 15. Oktober 2004
- Die Sprache zeigt sich als Monster. In: Neue Luzerner Zeitung, 19. Mai 2006
- Babel in Luzern. Ein Gespräch mit Bärbel Lücke und Peter Carp. In: Elfriede Jelinek, Babel, Programmheft, Luzerner Theater 2006
- Bärbel Lücke / Tilman Raabke: e-mails im Babelturm. In: Brigitte Landes (Hrsg.), stets das Ihre. Elfriede Jelinek, Arbeitsbuch 2006, Berlin: Theater der Zeit, S. 16–20
- Tilman Raabke / Jossi Wieler: Unsichtbare Familien. Gespenster. In Brigitte Landes (Hrsg.), stets das Ihre. Elfriede Jelinek, Arbeitsbuch 2006, Berlin: Theater der Zeit, S. 10–14
- Nicht nichts. Zu den Foto-Arbeiten von Stefan Hunstein. Vortrag am Kunsthistorischen Institut der Universität Bonn, 5. Juli 2006
- El teatro es inconcebible sin la labor del dramaturgista. In: La Jornada (Mexiko-Stadt), 3. September 2006
- Nach der Sintflut. Lothar Trolle. Vortrag im Brechthaus Berlin, 19. Oktober 2006
- 3 ½ Erfahrungen mit Elfriede Jelinek. Vortrag für das Elfriede Jelinek-Symposion in Wien, 22. Oktober 2006
- Die Sprache der verschwiegenen Schweiz. Der Regisseur Jossi Wieler und seine Hellhörigkeit für Ungesagtes und Zwischentöne. In: Theater der Zeit, Arbeitsbuch 16, Eigenart Schweiz, S. 60
- Unsichtbare Familien. Gespenster. In: Brigitte Landes (Hrsg.), stets das Ihre – Elfriede Jelinek. Theater der Zeit, Arbeitsbuch, 2006, S. 10–14
- 4 Erfahrungen mit Elfriede Jelinek. In: Pia Janke (Hrsg.), Elfriede Jelinek: Ich will kein Theater, Wien: Praesens-Verlag 2007, S. 143–145
- Wer spricht aus diesen Texten? In: Pia Janke (Hrsg.), Elfriede Jelinek: Ich will kein Theater, Wien: Praesens-Verlag 2007, S. 146–151
- Nachwort zu: Lothar Trolle, Nach der Sintflut. Gesammelte Werke, hrsg. von Tilman Raabke, Berlin: Alexander Verlag 2007
- Verschiedene Königinnen. Zu Elfriede Jelineks „Ulrike Maria Stuart“. In: Theater heute, Jahrbuch 2007, S. 80–82
- El teatro del siglo XXI. In: El comercio, Lima, 26. März 2008
- Wer hat Angst vor Harrison Ford? Das Festival Iberoamericano del Teatro de Bogotá. In: Theater der Zeit Heft 6/2008, S. 40–43
- Die Götter der Kleinen Welt. Das peruanische Theater zwischen Geschichte und Chaos. In: Theater der Zeit Heft 10/2008, S. 30–42
- Von hier bis dort. Julia von Troschke – In: Julia von Troschke: B2B Berlin nach Braunschweig, Ausstellungskatalog Emerson Gallery Berlin Dezember 2008, S. 2–7
- Wehrlis Welt. In: Penelope Wehrli. raum partituren. Bern/Sulgen/Zürich: Benteli Verlag 2010, S. 192–195
- Hitziges Eis. „Ich ersehne die Alpen; So entstehen die Seen“ von Händl Klaus. In: Andreas Erb (Hrsg.), HändlKlaus: Auf Umwegen. Duisburg: Universitätsverlag Rhein-Ruhr 2011, S. 105–114
- Die sanften Unmenschen. In: Hajo Kurzenberger (Hrsg.), Jossi Wieler – Theater. Berlin & Köln: Alexander Verlag 2011, S. 170–192
- Der Don Juan des südlichen Gouvernements. In: Programmheft: Anton Tschechow, Platonow. Theater Freiburg 8. Oktober 2021

## Seminare, Workshops
- How to make party – mit Viviane de Muynck – Internationale Theaterakademie Ruhr, Bochum Juli 1999
- Workshop mit Johan Simons – Münchner Kammerspiele 2001
- Workshop mit Simon McBurney – Münchner Kammerspiele 2002
- Tschechow, Drei Schwestern – Comédia Nacional, Montevideo, Uruguay, Dezember 2004
- Heiner Müller, Herzstück – Goethe-Institut, Montevideo, Uruguay, Dezember 2004
- Georg Büchner, Lenz – Hochschule für Gestaltung im ZKM Karlsruhe, SS 2005
- Die Geschichte der Unsichtbarkeit (1) – Hochschule für Gestaltung im ZKM Karlsruhe, WS 2005/06
- Die Geschichte der Unsichtbarkeit (2) – Hochschule für Gestaltung im ZKM Karlsruhe, SS 2006
- Was ist das – Dramaturgie? – Theaterzentrum Aurora Cano, Mexiko-Stadt, August 2006
- Was ist das – Dramaturgie? – Universidad de las Américas, Puebla, September 2006
- William Shakespeare, Antonius und Cleopatra – Hochschule für Gestaltung im ZKM Karlsruhe, WS 2006/07
- Was ist das – Dramaturgie? – Goethe-Institut, Bogotá, April 2007
- Was ist das – Dramaturgie? – Festival Iberoamericano de Teatro de Bogotá, März 2008
- Was ist das – Dramaturgie? – Goethe-Institut, Lima, April 2008
- Heiner Müller, Bildbeschreibung – mit Hans Peter Litscher – Hochschule für Gestaltung im ZKM Karlsruhe, WS 2010/11
- Rainer Maria Rilke, Urgeräusch – mit Hans Peter Litscher – Hochschule für Gestaltung im ZKM Karlsruhe, SS 2011
- Ernest Hemingway, The Killers – Centro Simon I. Patino, Santa Cruz, Oktober 2017
- Qué hacen Romeo y Julieta sín balcon? – XIX Festival Nacional de Teatro Bertolt Brecht, Cochabamba, November 2017

| Personendaten    | Personendaten       |
| ---------------- | ------------------- |
| NAME             | Raabke, Tilman      |
| KURZBESCHREIBUNG | deutscher Dramaturg |
| GEBURTSDATUM     | 9. Dezember 1957    |
| GEBURTSORT       | Braunschweig        |